# My Life as a Vlog
«My Life as a Vlog» (titulado «Mi vida como un vlog» en Hispanoamérica y «Mi vida cómo vlog» en España) es el duodécimo episodio de la trigésimo cuarta temporada de la serie de televisión de animación estadounidense Los Simpson, y el 740 en total. Se emitió en los Estados Unidos en Fox el 1 de enero de 2023. El episodio fue dirigido por Debbie Bruce Mahan y escrito por Jessica Conrad.
En este episodio, se cuenta el ascenso y la caída del vlog de la familia Simpson a través de una serie de vídeos recomendados de YouTube. Cuando se revela la controvertida presencia de los Simpson en las redes sociales, se abre una madriguera de teorías conspirativas en Springfield. El episodio recibió críticas positivas. El episodio se dedicó en memoria del antiguo editor musical Chris Ledesma, fallecido el 16 de diciembre de 2022.

## Trama
Un usuario de YouTube ve un vídeo de la familia Simpson enseñando su nueva mansión. El usuario cambia a otro vídeo que muestra cómo saltaron a la fama cuando un vídeo de Homer y Maggie se hizo viral. El resto de la familia se hace famosa cuando otro vídeo muestra a la familia cantando mientras Bart está con gas de la risa. Otro vídeo muestra cómo cada miembro de la familia tiene su propio canal, en el que Marge entrevista a gente comiendo fritos, Bart tiene un programa de bromas y Lisa se muestra limpiando playas.
Sin embargo, el usuario encuentra entonces un vídeo, realizado por Milhouse, que expone el lado oscuro de los Simpson. El vídeo muestra a Homer arremetiendo furiosamente contra la gente, a Lisa ensuciando playas para limpiarlas y a Homer asustando a Maggie por un patrocinio. A continuación, un vídeo de Lenny y Carl muestra que Maggie ahora se niega a grabar con Homer, por lo que se crea una falsa Maggie. El usuario ve un vídeo de los Simpson en el que anuncian que harán una declaración por la mala publicidad, pero ya no existen más vídeos.
El usuario ve una serie de vídeos de gente teorizando sobre lo que puede haberles ocurrido a los Simpson. Los creadores de los vídeos averiguan dónde viven los Simpson y se enteran de que la familia se encerró accidentalmente en la habitación del pánico de la mansión. Durante ese tiempo, se reencontraron entre ellos y decidieron dejar de hacer vídeos.
Se revela que el usuario es George R. R. Martin. Entonces empieza a ver otro vídeo de drag queens enzarzadas en una acalorada discusión en una Waffle House.

## Producción
Michael Price confirmó el episodio el 28 de abril de 2022, confirmando también a Jessica Conrad como guionista del episodio. La idea original del episodio era mostrar una serie de vídeos de YouTube con un misterio similar al de la película de 2018 Searching. La guionista Jessica Conrad y la productora Carolyn Omine convirtieron la idea en una historia sobre la familia Simpson alcanzando la fama en Internet y los inconvenientes resultantes. El productor ejecutivo Matt Selman declaró que hubo dificultades para elegir qué tipo de canal de YouTube tendría cada residente de Springfield.
Los drag queens Bob The Drag Queen y Monét X Change aparecieron como ellos mismos. Enviaron a los productores fotos para mostrar cómo se vestirían en una Waffle House. El episodio fue dedicado en memoria del ex editor musical Chris Ledesma, que trabajó en The Tracey Ullman Show y en 734 episodios de Los Simpson desde el primer episodio hasta mayo de 2022.